# San Lázaro
San Lázaro è un centro abitato del Paraguay, situato nel dipartimento di Concepción, a 610 km dalla capitale del paese Asunción; la località forma uno degli 8 distretti del dipartimento.

## Popolazione
Al censimento del 2002 San Lázaro contava una popolazione urbana di 6.540 abitanti (9.060 nell'intero distretto).

## Caratteristiche
San Lázaro fu fondata alla confluenza dei fiumi Paraguay e Apa il 17 dicembre 1930 dal navigatore fluviale uruguaiano Lázaro Aranda.
Pur possedendo notevoli risorse naturali non sfruttate, l'economia dell'intero distretto si basa principalmente sull'estrazione di calce viva e di marmo; le deplorevoli condizioni di lavoro nelle cave di pietra calcarea sono state spesso alla ribalta dell'attenzione nazionale.
All'interno del distretto, nella località di Vallemí, si trova la più importante industria cementiera del Paraguay.